# Fengcheng
Fengcheng is een stad in de provincie Liaoning van China. Fengcheng  
ligt in de prefectuur Dandong. Fengcheng is ook een arrondissement.
De stad heeft meer dan 600.000 inwoners. Fengcheng heeft een gevangenis. Gevangenen werken er in een steenkolenmijn.

## Geboren
- Wang Liping (8 juli 1976), snelwandelaarster